# Parc des Capucins de Coulommiers
Pour les articles homonymes, voir Parc des Capucins.
Le parc des Capucins est le plus grand jardin public de la ville de Coulommiers, en Seine-et-Marne. Il est situé à l'emplacement du château et des terres du couvent des capucins fondés par Catherine de Gonzague à partir de 1613.

## Histoire

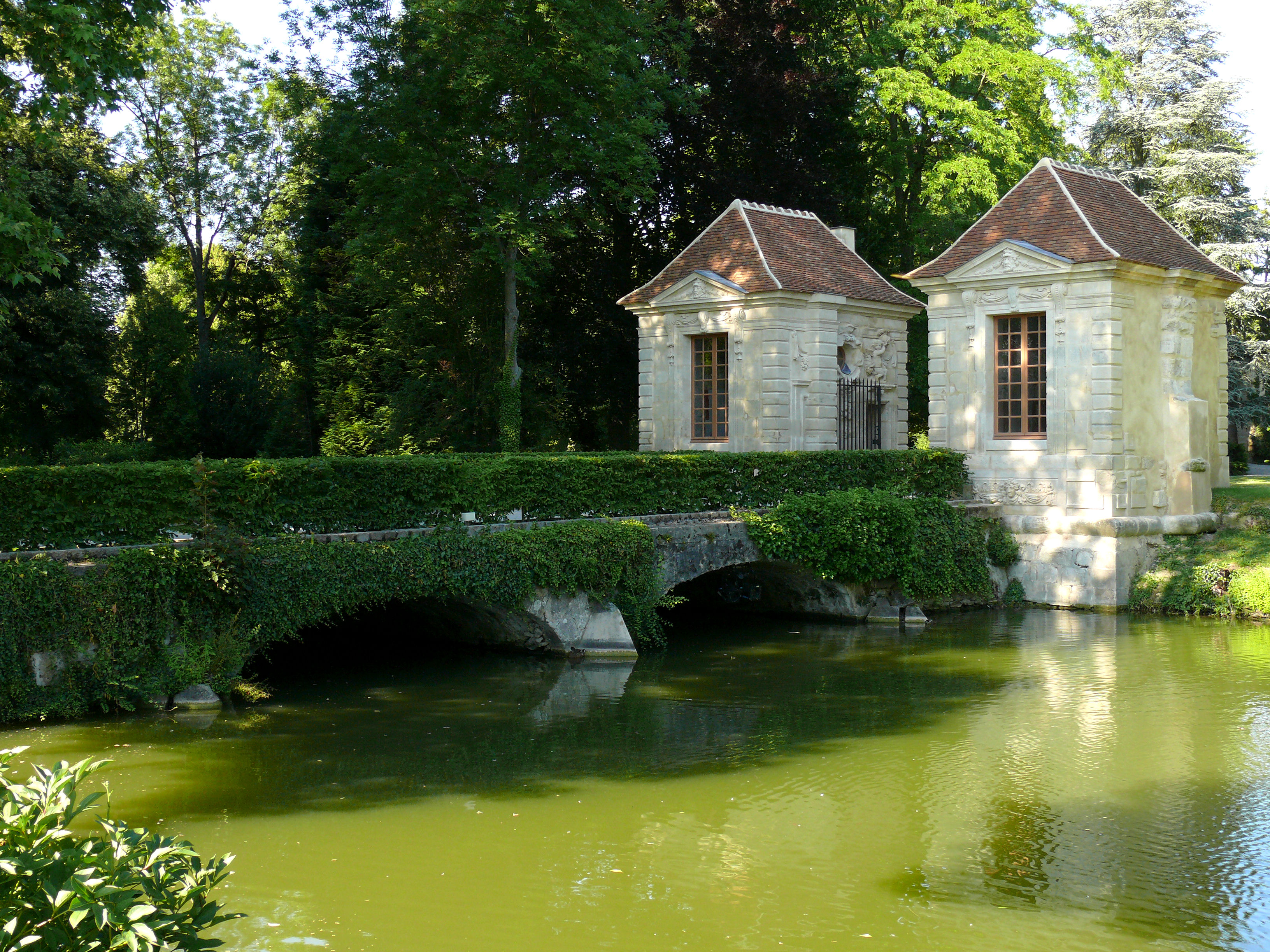
Tours des gardes, pavillons d'entrée du château

En 1588, Catherine de Gonzague épouse Henri Ier d'Orléans-Longueville et lui apporte en dot le fief de Coulommiers. Veuve en 1595, elle acquiert la prairie des Margats et y fait construire un château d'agrément sur les plans de Salomon de Brosse à partir de 1613. La direction des travaux est confiée au maître-maçon Charles Du Ry et à son fils Mathurin Du Ry. À la mort de Catherine de Gonzague en 1629, les travaux ne sont pas terminés. En 1631, son fils, Henri II d'Orléans-Longueville décide de confier l'achèvement des travaux à François Mansart.
Le château est situé sur une île, elle-même séparée de la ville par une avant-cour. Les jardins, réalisés par Claude Mollet à partir de 1624, sont placés en amont dans la perspective de la Fausse Rivière, le bras artificiel du Grand Morin creusé à la même époque.
En parallèle, Catherine de Gonzague fait construire à proximité de son château un couvent pour l'ordre des capucins.
Le château est détruit à partir de 1736 et le couvent est abandonné lors de la Révolution française.
Le maître-tanneur Thomas-Joseph Desescoutes acquiert du seigneur de Montesquiou l'emplacement de l'ancien château puis le couvent des capucins lors de sa vente comme bien national. Ils passèrent, par succession, à son gendre, Antoine-Jean-François Ménager, puis au gendre de ce dernier, le marquis de Varennes. En 1865, la propriété est vendue à Abel Stanislas Leblanc, meunier des Grands Moulins de Pantin. À la mort de son fils, Édouard Abel-Leblanc, en 1915, la ville en hérite et en fait un jardin public,.

## Le parc aujourd'hui

### Patrimoine historique
Il ne subsiste du château que les pavillons des gardes construits par Mansart et deux portiques concaves qui étaient situés au fond de la cour. L'église du couvent accueille le musée municipal des Capucins. Le jardin public s'étend sur l'île du château et sur l'avant-cour. Des équipements sportifs ont été construits au XXe et au XXIe siècles à l'emplacement des jardins de Mollet.

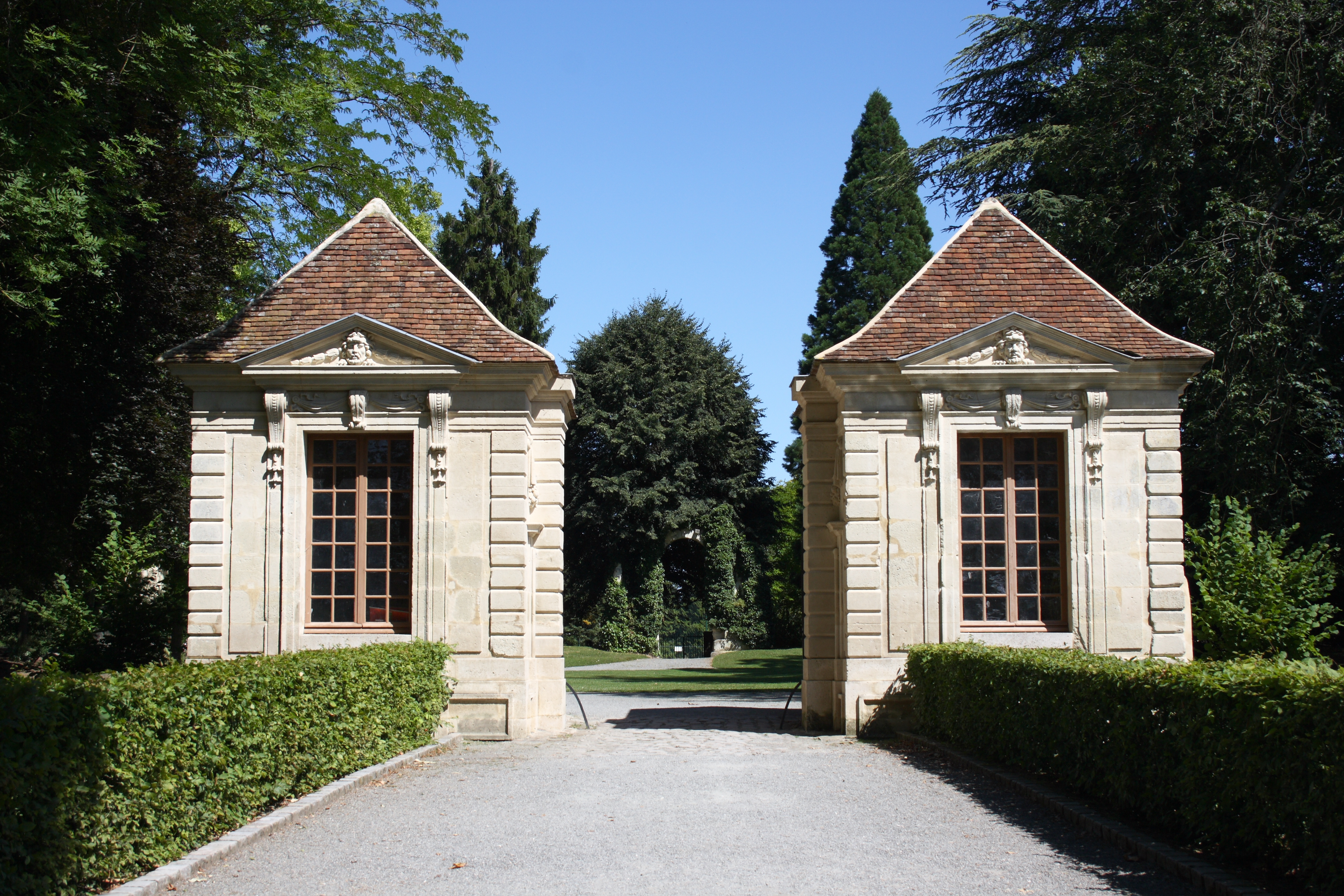
Tours des gardes
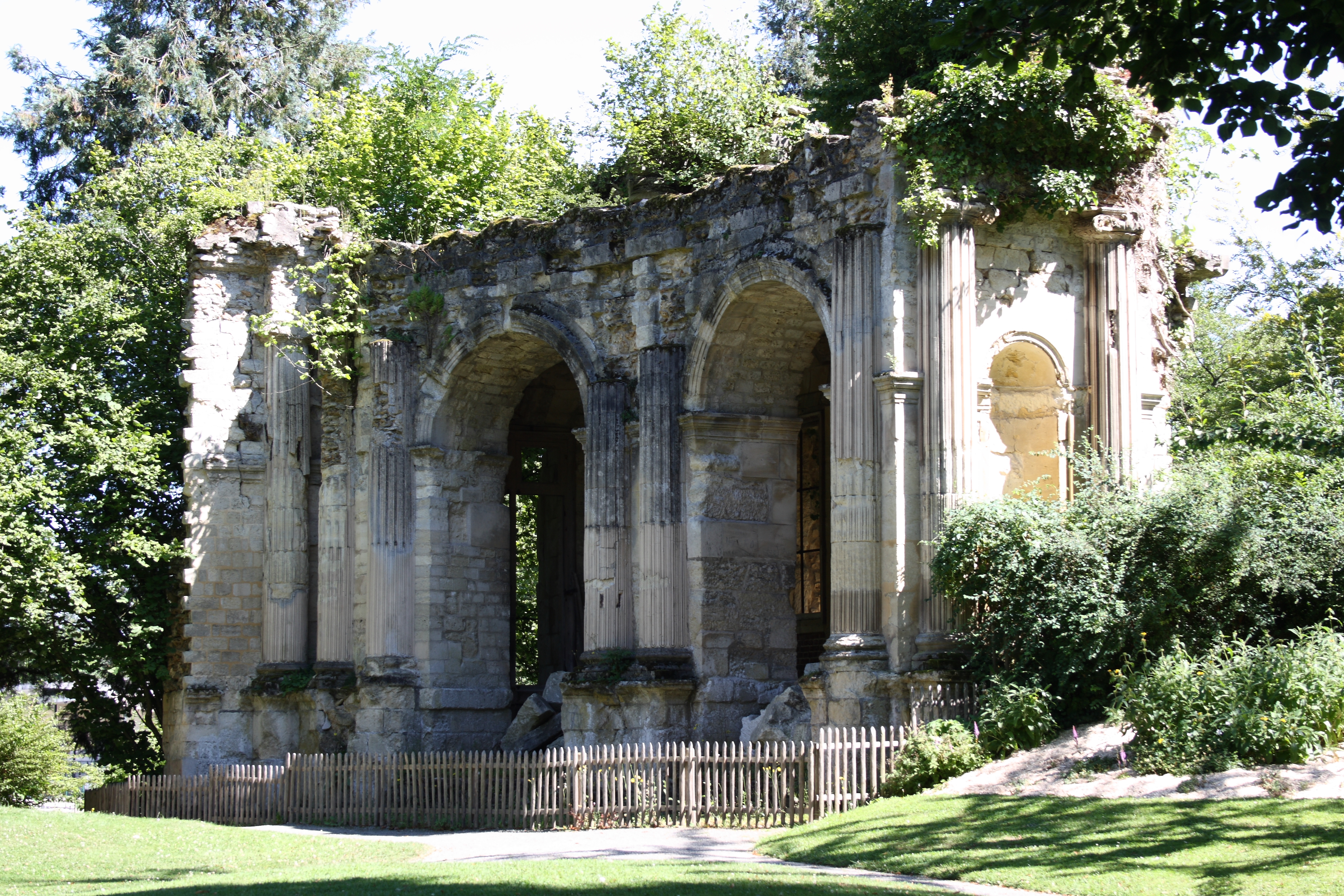
Ruines du château
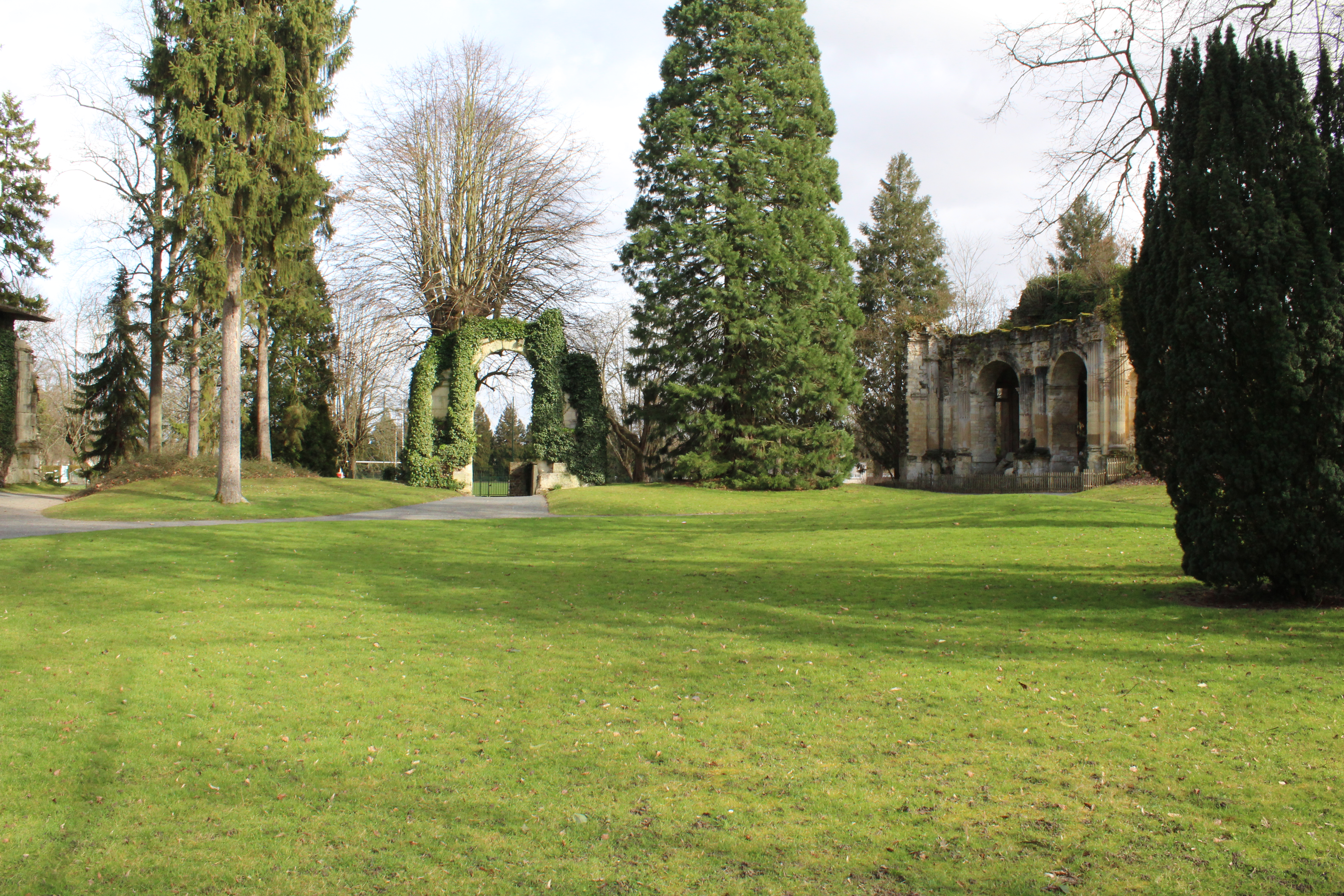
Ruines du château
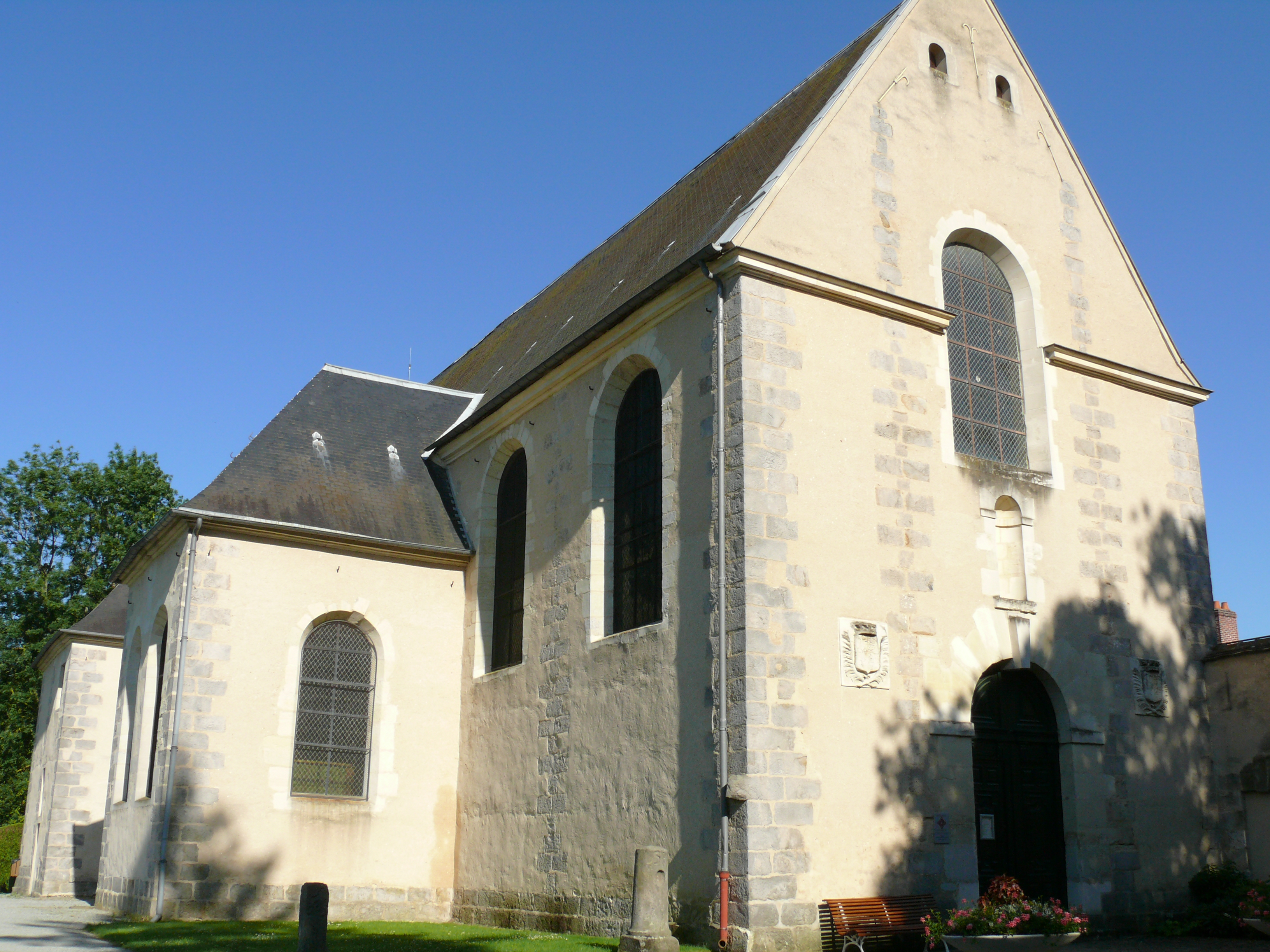
Église Notre-Dame-des-Anges qui abrite le musée municipal des Capucins
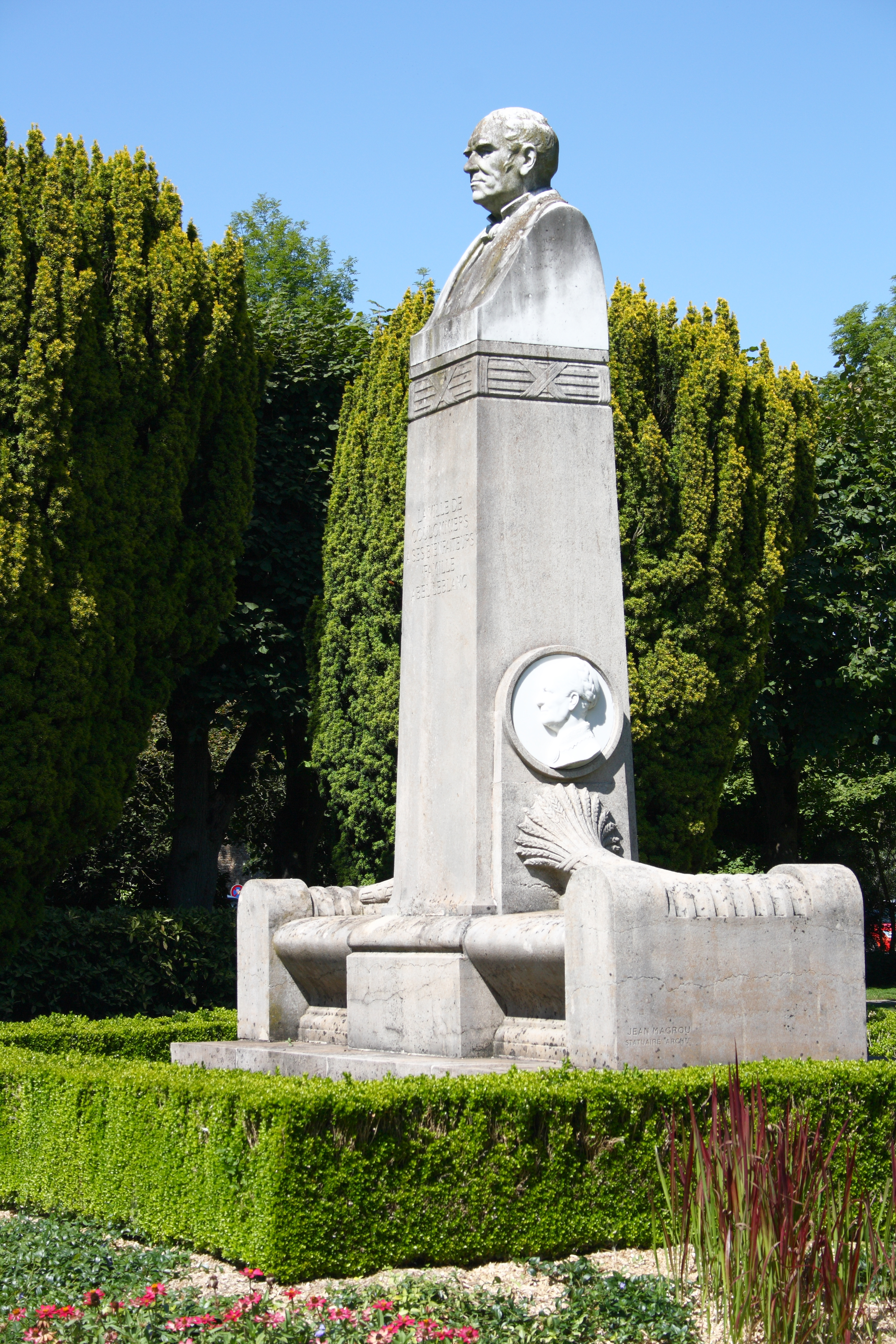
Statue d'Abel Leblanc, ancien propriétaire du parc
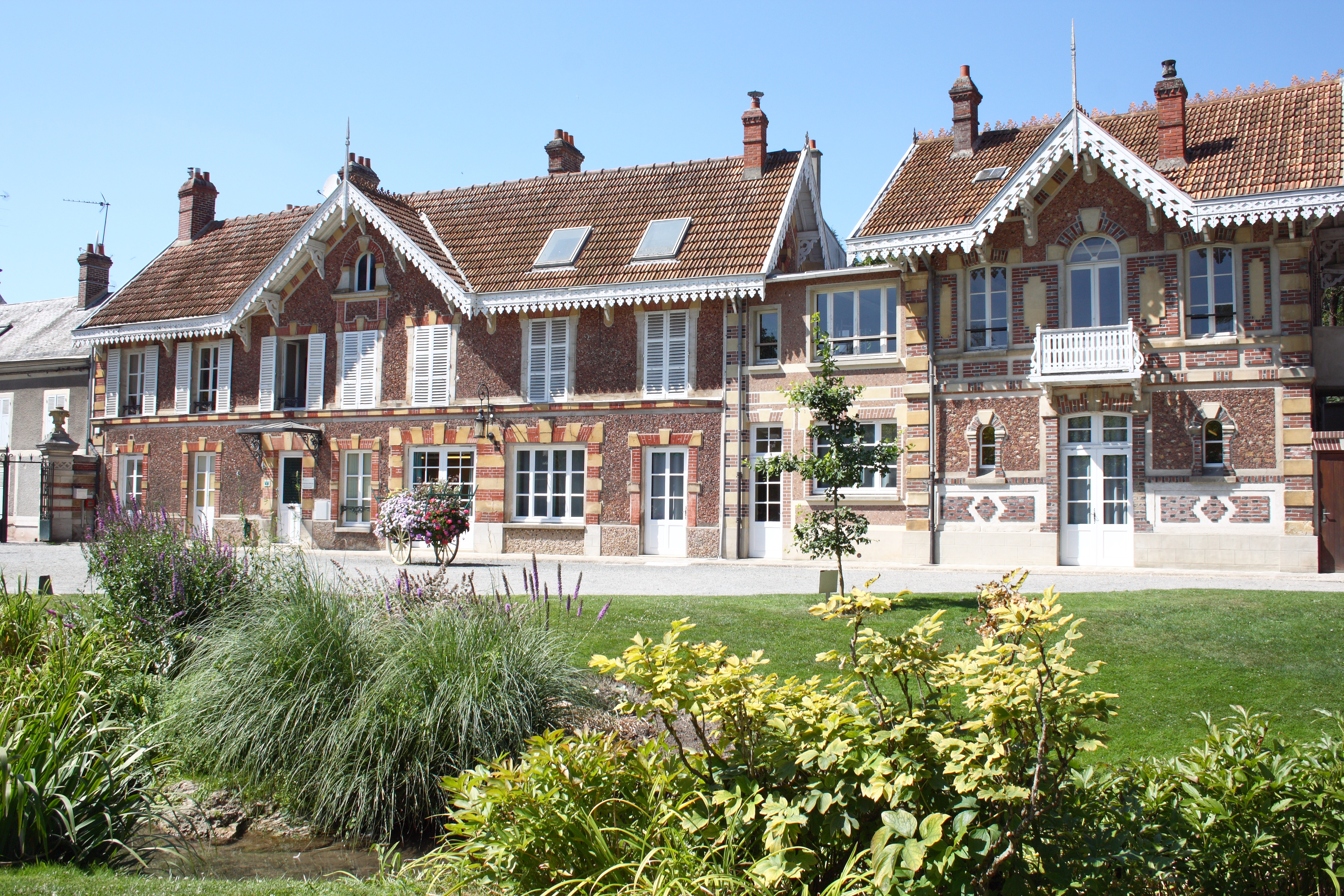
L'un des deux pavillons de l'ancien propriétaire

### Flore
Depuis 1945, le parc se divise entre un jardin à la française et un jardin à l'anglaise. D'une superficie de 4 hectares, il est endommagé lors des tempêtes de 1999. Un séquoia géant, un févier d’Amérique, un magnolia et des chênes rouges y sont plantés.

### Faune
Des cygnes, des canards, des rats musqués et un jars sont présents dans le parc.